# Бідл (округ, Південна Дакота)
Шаблон:StateAbbr_ 44°25′ пн. ш. 98°17′ зх. д. / 44.41° пн. ш. 98.28° зх. д.
Округ  Бідл (англ. Beadle County) — округ (графство) у штаті  Південна Дакота, США. Ідентифікатор округу 46005.

## Історія
Округ утворений 1879 року.

## Демографія
За даними перепису 
2000 року 
загальне населення округу становило 17023 осіб, зокрема міського населення було 11916, а сільського — 5107.
Серед мешканців округу чоловіків було 8363, а жінок — 8660. В окрузі було 7210 домогосподарств, 4532 родин, які мешкали в 8206 будинках.
Середній розмір родини становив 2,94.
Віковий розподіл населення поданий у таблиці:
| Стать    | До 15 років | 15-21 | 22-29 | 30-39 | 40-49 | 50-65 | 65-85 | Понад 85 |
| -------- | ----------- | ----- | ----- | ----- | ----- | ----- | ----- | -------- |
| Чоловіки | 1694        | 918   | 693   | 1041  | 1365  | 1326  | 1181  | 145      |
| Жінки    | 1655        | 799   | 607   | 1065  | 1257  | 1308  | 1612  | 357      |

## Суміжні округи
- Спінк — північ
- Кларк — північний схід
- Кінґсбері — схід
- Сенборн — південний схід
- Джеролд — південний захід
- Генд — захід

## Виноски
1. ↑  US Decennial Census. US Census Bureau. Архів оригіналу за 26 квітня 2015. Процитовано 22 березня 2015.
2. ↑  Historical Census Browser. University of Virginia Library. Архів оригіналу за 11 серпня 2012. Процитовано 22 березня 2015.
3. ↑  Forstall, Richard L., ред. (27 березня 1995). Population of Counties by Decennial Census: 1900 to 1990. US Census Bureau. Архів оригіналу за 28 грудня 2008. Процитовано 22 березня 2015.
4. ↑  Census 2000 PHC-T-4. Ranking Tables for Counties: 1990 and 2000 (PDF). US Census Bureau. 2 квітня 2001. Архів оригіналу (PDF) за 18 грудня 2014. Процитовано 22 березня 2015.
5. ↑  State & County QuickFacts. US Census Bureau. Архів оригіналу за 7 липня 2011. Процитовано 26 листопада 2013. [Архівовано 2011-06-07 у Wayback Machine.](англ.) Наведено за англійською вікіпедією.
6. ↑  American FactFinder. Бюро перепису населення США. Архів оригіналу за 26 лютого 2012. Процитовано 31 січня 2008. [Архівовано 2008-05-21 у Wayback Machine.]

| США | Це незавершена стаття з географії США. Ви можете допомогти проєкту, виправивши або дописавши її. |